# Грэм, Томас
Томас Грэм  (англ. Thomas Graham; 21 декабря 1805, Глазго — 16 сентября 1869, Лондон) — шотландский химик, который известен как один из основателей коллоидной химии, а также своими пионерскими работами в области диализа и диффузии газов.

## Жизнь и работа
Томас Грэм родился в Глазго, Шотландия. Отец Грэма был успешным текстильным промышленником и хотел, чтобы его сын стал священнослужителем в Церкви Шотландии. Вместо этого, вопреки желаниям отца, Грэм стал в 1819 году студентом университета Глазго. Там в нём проснулся сильный интерес к химии.

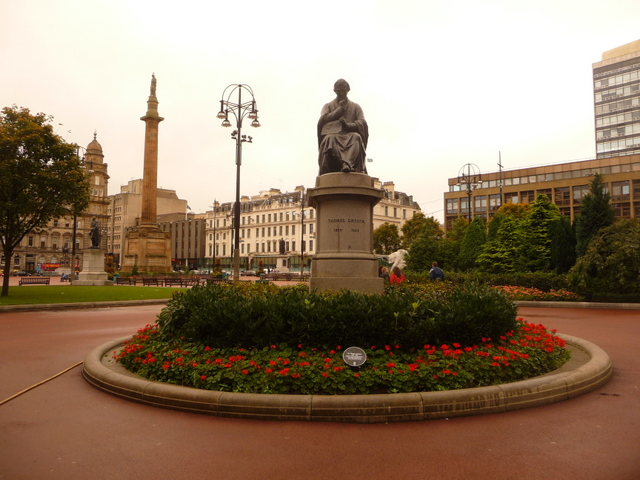
Памятник Грэму в Глазго

В 1826 году, после получения степени магистра искусств (Master of Arts), он покинул университет. Впоследствии работал в различных колледжах и университетах: в 1827—1828 годах в Эдинбургском университете, с 1829 года — в Андерсоновском институте (теперь Университет Стратклайда) и университете Глазго (с 1830 — профессор), в 1837—1855 годах — профессор Лондонского университетского колледжа. Последние 15 лет жизни (1854—1869) Грэм занимает должность директора Монетного двора.
Член Лондонского королевского общества. В 1836 году Лондонское королевское общество наградило учёного одной из своих высших наград — Королевской медалью; в 1850 году Грэм был удостоен этой награды во второй раз.
В 1841 году Грэм стал одним из основателей Лондонского химического общества и его первым президентом (1841—1843, 1845—1847). С 1866 года — иностранный член-корреспондент Петербургской академии наук и Шведской королевской академии наук.
Томас Грэм умер 16 сентября 1869 года в городе Лондоне.

## Научная работа
Томас Грэм известен важнейшими открытиями в области молекулярных явлений, став одним из основателей современной коллоидной химии. В частности, он ввёл базовые термины новой науки: коллоиды, золь и гель. Изучение процессов диффузии привело к открытию газового закона, согласно которому скорость эффузии газа обратно пропорциональна квадратному корню его молярной массы (закон Грэма). Он является первооткрывателем диализа: с помощью изобретённого им диализатора ему удалось разделить коллоиды (медленно диффундируют и не образуют кристаллов) и кристаллоиды (быстро диффундируют и способны к кристаллизации).